# Obniżenie Laskówki
 Obniżenie Laskówki  – obniżenie w Sudetach Środkowych w Górach Bardzkich.

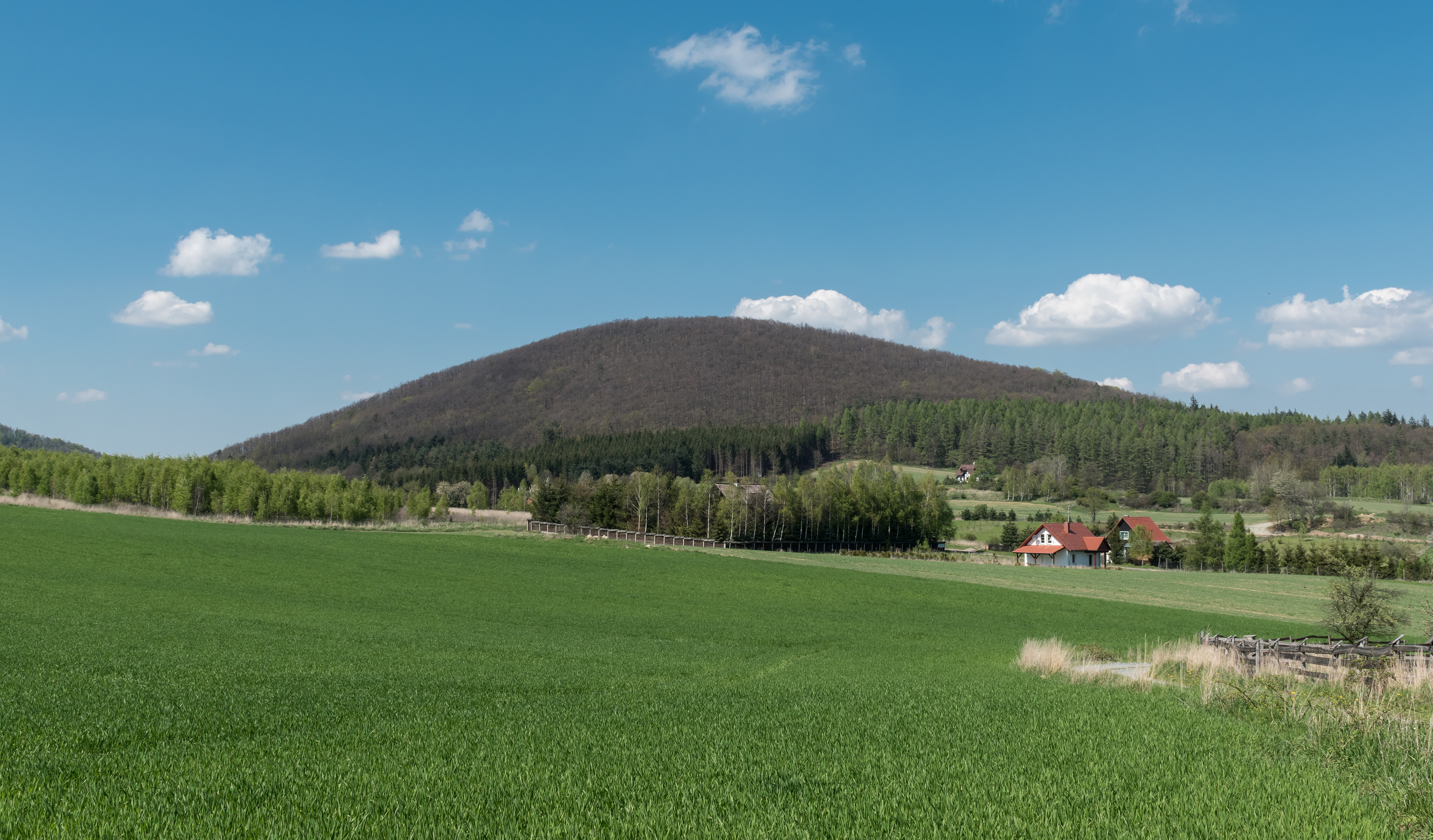
Obniżenie Laskówki, w tle Wielka Grodowa Górka

## Lokalizacja
Obniżenie Laskówki to śródgórskie obniżenie (375–350 m n.p.m.), położone w północno-wschodniej części Grzbietu Wschodniego w Górach Bardzkich. Od strony zachodniej obniżenie ogranicza Grzbiet Wschodni Gór Bardzkich, a od północno-wschodniej strony – Grodowe Górki, boczne pasmo Gór Bardzkich.

## Opis
Obniżenie Laskówki jest wyodrębniającą się podjednostką Gór Bardzkich stanowiącą teren o całkowicie odmiennym charakterze. Jest to kotlina śródgórska z dwoma dolinami potoków: Doliną Laskówki i Doliną Ożarskiego Potoku, od którego odbiegają liczne krótkie ramiona dolin potoków dopływających do Ożarskiego Potoku. Powierzchnia zrównania obniżenia pokryta jest cienką warstwą utworów czwartorzędowych, a także osadów polodowcowych.

## Krajobraz
Krajobraz obniżenia przedstawia krajobraz podgórski. Najwyższe wzniesienia nie przekraczają 400 m n.p.m. Cały obszar jest pofałdowany, łagodnie poprzecinany korytami potoków. Poza nielicznymi wzniesieniami, słabo porośnięty lasem. Jest to teren zaludniony, większość obszaru zajmują łąki, nieużytki rolne i pola uprawne. Krajobraz jest przeobrażony, w znacznym stopniu zurbanizowany. Obszar obniżenia jest ciekawy przyrodniczo i krajobrazowo, o dużych walorach letniskowych. Wzdłuż koryt rzek ciągną się pasy zieleni z drzew liściastych, liczny jest również starodrzew w formie przydomowych nasadzeń.

## Gleby
Występują gleby średniej jakości. Na obrzeżu dolin potoków występują gleby brunatne i bielicowe. Większość obszaru zajmują pola uprawne i łąki.

## Świat roślinny i zwierzęcy
Świat zwierzęcy i roślinny nie wyróżnia się na tle innych części Sudetów. Z większych zwierząt można spotkać: sarnę, dzika, jelenia, z ptaków na terenie obniżenia występuje: jarząbek, sowa włochata, pluszcz, krzyżodziób świerkowy, skowronek polny i kilka gatunków jastrzębi. Z mniejszych ssaków występuje lis, łasica, wiewiórka, zając. Na terenie obniżenia pozostałości lasu zachowały się jedynie w wyższych częściach obniżenia. Naturalne zbiorowiska roślinne obniżenia są niemal zupełnie zniszczone działalnością człowieka, który zajął ten teren pod uprawy. Nielicznie zachowały się małe enklawy lasów i zarośli nadpotokowych i nadrzecznych.

## Klimat
Na opisywanym obszarze brakuje stacji meteorologicznych, co utrudnia szczegółowe określenie panujących tu warunków klimatycznych. Położenie fizycznogeograficzne obniżenia, masywy Gór Bardzkich, osłaniające dolinę od zachodu i północnego wschodu, oraz Góry Złote, osłaniające obniżenie od południa, sprawiają, że klimat jest umiarkowany, przejściowy, ciepły, charakteryzujący się zmiennym stanem pogody. Średnia temperatura roczna oscyluje tu w granicach 7–8 °C. Najcieplejszym miesiącem jest lipiec, najzimniejszym styczeń. Okres wegetacyjny trwa ok. 240 dni. Zachmurzenie średnie występuje w okresie jesienno-zimowym, najmniejsze w lecie. Opadom często towarzyszą gwałtowne burze z wyładowaniami.

## Wody
Obniżenie Laskówki należy do dorzecza Odry. Największą rzeką kotliny jest Ożarski Potok, prawostronny dopływy Nysy Kłodzkiej, który odwadnia obniżenia oraz południowo-wschodnią część zboczy Grzbietu Wschodniego Gór Bardzkich.

## Miejscowości
Na całej długości obniżenia, wzdłuż Doliny Ożarskiego Potoku położona jest miejscowość Laski, a w południowej części obniżenia wzdłuż doliny potoku Laskówka położona jest miejscowość Laskówka.

## Zabytki
- domy i chaty z początku XIX wieku w Laskach
- późnogotycki kościół w Laskach z XV–XVI wieku rozbudowany i przebudowany na barokowy
- barokowa kaplica słupowa (klaperowska) z XVIII wieku w Laskówce
- dwór o cechach renesansowych w Laskówce
- kapliczka przydrożna, chaty z XVIII–XIX wieku, stary kamienny krzyż monolitowy nieznanej przyczyny fundacji.